# تيم وين
تيم وين (27 يونيو 1977 - ) (بالإنجليزية: Tim Winn)‏ هو لاعب كرة سلة أمريكي في مركز هجوم خلفي. لعب مع سانت بونافنتورا للرجال ‏.

## وصلات خارجية
- تيم وين على موقع كرة السلة الأوروبية.كوم (الإنجليزية)
- تيم وين على موقع كلية كرة السلة في سبورتس رفرنس.كوم (الإنجليزية)
- تيم وين على موقع ريلجم (الإنجليزية)
- تيم وين على موقع بروبوليرز (الإنجليزية)